# Рударски басен
Рударски басени значајни су за индустрија вађење ресурса у многим деловима света. Они обезбеђују велику количину енергије фосилних горива у светској економији. 
Народна Република Кина највећи је произвођач угља у свету, док Сједињене Државе садрже највеће светске „обновљиве“ резерве угља (следе Пакистан,  Русија, Кина и Индија).  Кина и Сједињене Државе су такође међу највећим потрошачима угља. Остале важне земље за производњу угља су Аустралија, Индија, Јужна Африка и Русија. 
Рударство угља је регион у коме је вађење угља значајна економска активност. Региони за ископавање угља често су повезани са социјалним, културним и еколошким утицајем копања угља. 

## Америка
Ископавање угља у Сједињеним Државама историјски је имало економску и културну доминацију у регионима као што су: Алексени (Alegxeni) и Апалачке планине (Appalachian Mountains), где је био главни део идентитета и традиција. Замена радника, механизацијом је имала велике последице за индустрију и људе на које утиче. 
Угаљ се минира у региону Апалачке планине и на средњем западу. Већина угља који се сада производи у Сједињеним Државама минира се у западним површинским коповима, посебно у сливу реке Вајоминг (Wyoming) у Прашном (Dusty).  Површински начин копања који се често користи у Апалацхиансима (Appalachians) је копање са врха планине. 
Државе са највећим надокнадивим резервама угља су у опадајућем редоследу: Вајоминг (Wyoming), Западна Вирџинија (West Virginia), Илиноис (Illinois) и Монтана (Montana). Највећа појединачна мина у Сједињеним Државама је северна Антолопа Расхеле у близини Џилете (Вајоминг): годишње производи више угља од многих држава. У 2009. години, сама је произвела преко 100 милиона тона угља, а планира је да произведе 130 милиона тона у 2012. више од 23 друге државе које спадају у произвођаче угља, укључујући Пенсилванију (Pennsylvania). 
Подручја са значајним активностима вађења угља укључују: 
- Регион угља Пенсилваније - једно од највећих лежишта антрацитног угља, регион је у североисточној Пенсилванији, у централним планинама Апалахија, које обухватају Округ Лаковане (Пенсилванија), Лузерне, Колумбије, Карбон, Скулкил, Нортамберланд и крајњи североисточни угао округа Дофхин . Главни становнички центри укључују Скрантон, Вилкс-Бери и Потсвил
- Западна Вирџинија - види економију Западне Вирџиније
- Источна поља планинског угља и поља западног угља у Кентаки
- Угаљна поља Јужног Илиноиса, укључујући и Харисбург-поље угља
- Колорадо - укључујући Денвер Басин - (види вађење угља у Колораду )
- Слив реке прах - (види Ископавање угља у Вајмонгу )
- Ратон Басин

## Европа
Шлеска у Пољској и Чешкој има више активних рудника угља од остатка Европске уније заједно. 
Уједињено Краљевство - Британија је у прошлости имала велику делатност вађења угља, али од 1980-их руда угља је у паду због повећане употребе природног гаса у електранама и јефтинијег увоза. У Британији данас постоји врло мало рудника угља и отворених каменолома. 
У Енглеској, регион Вест Мидландс (West Midlands), који покрива западни део енглеског Мидландс-а. Конурбација Западног Мидлендса име је дато по великој конурбацији у региону која обухвата градове Бирмингем и Вулверхемптон. "Црна земља" је слабо дефинисано подручје енглеског Западног Мидлендса, које обухвата север и запад Бирмингема и југ и исток Вулверхемптона, познато по рудницима угља (нарочито у Стафордшру), операцијама кокса (горива) угља и другим тешким индустрија, укључујући ливнице гвожђа и фабрике челика које су користиле локални угаљ за ложење пећи, а све то је произвело ниво загађења ваздуха који је имао мало једнаких места било где у свету.
Експлоатација угља у Кенти у југоисточној Енглеској такође је имала операције ископавања угља. У југозападној Енглеској, Самерсет је до 1973. године био налазиште поља Сомерсет. Јоркшир у северозападној Енглеској такође је некада био дом за велике операције вађења угља.
У Јужном Велсу се налази налазиште угља које је обезбедило велику количину Велшког угља.
Шпанија
У Астурији и Леону постоје велика лежишта угља која су помогла подстицању индустријске револуције у Шпанији (ови су углавном исцрпљена). 
Украјина
Доњецки басен, Волинија и Галиција су рударске регије. 
Румунија
Долина Јиу је регион за вађење угља. 
Србија
Колубара и Костолац су области за вађење угља. Регија РЕМБАС у близини реке Ресаве је регион за ископавање угља. 
Немачка
Подручје Рурске области у Северној Рајни-Вестфалија, Доњој Лужици и подручју експлоатације лигнита у централној Немачкој неки су од области експлоатације угља.  Крајем 2010. у Немачкој је било пет рудника јаког угља: 1: Бергверк Ибенбурен, Ибенбурен (Bergverk Ibenburen, Ibenburen), 2: Зецхе Аугусте Викториа, Марл (Zeche Auguste Viktoria, Marl), 3: Бергверк Проспер-Ханиел, Ботроп (Bergverk Prosper-Haniel, Botrop), 4: Бергверк Вест, Камп Линтфорт (Bergverk West, Camp Lintfort), 5: Бергверк Сар, Сарлоуис (Bergverk Sar, Sarlouis). 
Последњи немачки рудник црног угља Проспер-Ханиел (Prosper-Haniel) затворен је 21. децембра 2018. 
Низоземска
Лимбург је био регион за експлоатацију угља до 1973. (погледајте рударство у Лимбургу). 
Француска
Рударски басен Норд-Пас де Цалаис (Nord-Pas de Calais), басен за ископавање угља Лоире(Loire) и басен за ископавање угља Сар-Варндт (Sar-Varndt) били су главни региони за ископавање угља. 
Белгија
Индустријски састав силона садржи некадашње подручје ископавања угља, Паис Ноир (Pais Noir) или "Црну земљу". Пролази преко Валоније (Wallonia), прелазећи од Доур-а (Dour-a), у Боринингу (Boriningu), на западу до Вервиерс-а на истоку, кроз Монс, Ла Лувјер, Шарлроа, Намир, Хуи и Лиеже, пратећи долине река Хаине, Самбре, Меусе и Весдре. Такође је позната и као "долина Самбре и Меусеа (the valley of the Sambra and the Meuse)", или "долина Хаине-Самбре-Меусе-Весдре (the valley of Haine-Sambre-Meuse-Vesdre)", или "дорсале валоне (dorsale valone)". 
Русија
Кузнетски басен југозападног Сибира је рударско подручје. 

## Аустралија
Аустралија садржи 76 милијарди тона резерви угља, односно око 8 процената познатих светских лежишта. Аустралијска лежишта угља укључују и лигнит (смеђи угаљ) и црни угаљ. Најважнија подручја за производњу аустралијског угља су слив Бовен-а (Bowen) у држави Квинсленд, регион Хунтер у држави Нови Јужни Валс и долина Латробе (Latrobe Valley) у држави Викторија. 

## Кина
Кина је тренутно највећи рудар на угљу у свету, а такође је и највећи потрошач угља на свету.  Кинеска производња угља и даље расте и њен производни капацитет се проширио невиђеном брзином, са годишњим повећањем производње у просеку 200 милиона тона. У 2012. години, укупна производња угља достигла је 3,66 милијарди тона. Међутим, на основу постојећих кинеских технологија за вађење угља, овај ниво производње увелико премашује одрживи капацитет производње угља у погледу ресурса, животне средине и безбедности. Иза ове огромне производне статистике стоји прекомерно трошење ресурса угља, велики број жртава међу радницима и озбиљна штета водним ресурсима и животној средини. Ови проблеми су основа отпора за даљи развој кинеске индустрије угља. 

## Монголија
Монголија је доказала резерве од 12,2 милијарде тона угља, укључујући 2 милијарде тона коксног угља и 10,1 милијарди тона термалног угља.  Процењује се да Монголија има потенцијалне резерве угља од око 100 милијарди метричких тона.   Иако производња Монголије износи око само 5 милиона тона угља годишње, он ће значајно расти с обзиром на близину Кине. 

## Индија
Индија има неке од највећих резерви угља на свету (око 267 милијарди тона ). Енергија добијена из угља у Индији је двоструко већа од енергије добијене из нафте, док је у свету енергија која се добија из угља око 30% мања од енергије која се добија из нафте. 
Најбоље државе које производе су: 
- Чатисгар
- Одиша - види Талцхер у округу Ангул (Talcher in Angul County)
- Џарканд

Остала значајна подручја вађења угља укључују: 
- Сингарени коледари (Singapore calendars) у округу Кхамам (Khamam), Телангана
- Електрана угља Цхиримири (Chirimiri) и Хасдео у округу Кориа (Hasdeo in Coria County), Чатисгар
- Рудници Јхариа у округу Дханбад (Jharia in Dhanbad district), Џарканд
- Одиша
- Округ Нагпур и Цхандрапур (Nagpur and Chandrapur counties), Махараштра
- Ранигањ у округу Бардхаман (Raniganj in Bardhaman County), Западни Бенгал
- Рудници лигнита Неивели у округу Цуддалоре (Neiveli in Cuddalore County), Тамил Наду
- Синграули Цоалфиелд (Coalfield singles) и Умариа Цоалфиелд (Umaria Coalfield) у Мадја Прадеш
- Одиша
- Јоваи (Jovai), Гаро (Garo) брда у Мегалаја

## Пакистан
Откривање огромног лежишта у провинцији Синдх (Sindh) деведесетих година, довело је до ресурса ЈОРЦ-а (JORC), у региону од 175 милијарди тона, у току је рад са производњом која се очекује да се започне у 2013. години, при чему се неколико страних компанија такмичило за минирање различитих блокова ресурс. 

## Јужна Африка
У Јужној Африци угаљ се ископава у неколико региона, углавном у Источном Ранду око Витбанк (East Rand around Whitbank), у долини Вал око Ван Троугла, Ватерберг (Waterberg) у провинцији Лимпопо, и у Дунде (Uncle) и Невцастле (Nevcastle) на северу Квазулу Натал. Јужна Африка је тренутно водећи афрички произвођач угља. 

## Русија
Русија је тренутно пети највећи произвођач угља и има други највећи резерват, процењен на 175 милијарди. Већина његовог угља налази се иза Уралских планина у Сибиру. До 1999. године отприлике трећина пословања с Рудником угља је приватизована. Од тада се индустрија концентрисала у рукама неколицине компанија - произвођачи коксног (горивног) угља интегрисани су у произвођаче челика, а појавила су се два национална лидера у парном угљу. Руски рудари угља недавно су се залагали за побољшања својих радних услова, што је довело до одређене реформе. Мецхел (Mechel) контролише предузеће за производњу угља Јужни Кузбас (Southern Kuzbass) у Кузњеци, поље Елга угља (Elga coal field)   у Саха републици са 2,2 милијарде метричких тона угља,  и рудник угља у Нерјунгри у републици Сакха. Остали региони за производњу угља обухватају слив смеђег угља Пецхора (Pechora) у северној Европи Русије, Канск-Ацхинск (Kansk-Achinsk) слив са укупним резервама 600 милијарди тона лигнита концентрисаног на Канск-у у јужном Краснојарском крају, Тунгуски (Tunguska) басен угља у источном Сибиру који се налази између реке Хатанга (Khatanga) и Трансибирска железница између река Јенисеј и Лена и слив угља Лена који је углавном у републици Сакха (Sakha), а неки у Краснојарском крају. 

## Канада
Канада држи 78 милијарди тона угља, пре свега битуминозног и суб битуминозног, мада Саскачеван има значајне резерве лигнита. Долина Елка (Elka Valley), која се налази у југоисточном углу Британске Колумбије. Она је домаћин једног од највећих светских лежишта чврстог коксног угља. Пет рудника у овом подручју управља рударска компанија Тецк. 